# Ljudmila Putina
Ljudmila Aleksandrovna Putina (ryska: Людмила Александровна Путина), född Ljudmila Sjkrebneva den 6 januari 1958 i Kaliningrad i Sovjetunionen, är en ryska, som tidigare var gift med Vladimir Putin.
Hon har tidigare varit flygvärdinna på inrikes flygtrafik från Kaliningrad. Hon gifte sig med Vladimir Putin den 28 juli 1983 och de har döttrarna Maria Vorontsova (född 1985) och Jekaterina Tichonova (född 1986). Putina talar spanska, tyska och ryska. Den 6 juni 2013 meddelade paret via statlig TV att de separerat; i april 2014 skildes de.
Putina gifte om sig 2015 med affärsmannen Artur Otjeretnyj och heter numera Ljudmila Aleksandrovna Otjeretnaja.